# Méry-la-Bataille
Méry-la-Bataille település Franciaországban, Oise megyében. Lakosainak száma 612 fő (2022. január 1.). Méry-la-Bataille Belloy, Courcelles-Epayelles, Lataule, Ménévillers, Montgérain, Mortemer, Neufvy-sur-Aronde, Tricot és Wacquemoulin községekkel határos.

## Népesség
A település népességének változása:
| Lakosok száma | 618  | 635  | 638  | 629  | 628  | 631  | 628  | 620  | 612  |
|               | 2013 | 2015 | 2016 | 2017 | 2018 | 2019 | 2020 | 2021 | 2022 |